# Photographie de Petit-Rechain

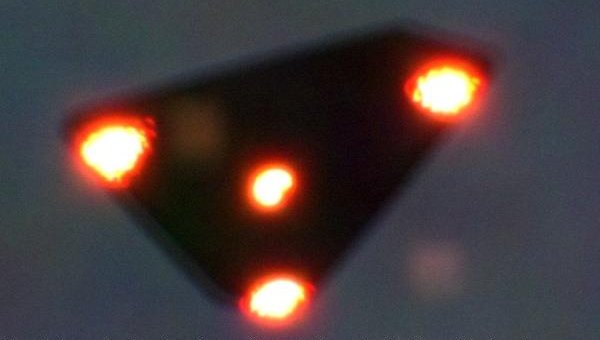
La photo en question.

La photographie de Petit-Rechain est une photographie largement diffusée dans les médias en 1990-1991 comme étant une photographie d'ovni prise à Petit-Rechain pendant la vague belge d'ovnis. On y voit trois points lumineux formant un triangle et un quatrième point lumineux inscrit dans ce triangle. Le 26 juillet 2011, le Belge Patrick Maréchal affirme être l'auteur de la photographie et déclare qu'il s'agissait d'une supercherie, « l'ovni » n'étant constitué que de frigolite et de spots lumineux,.

## Historique

### Thèse d'un triangle noir de la vague belge d'ovnis
La photographie de Petit-Rechain était censée représenter selon les médias l’un des ovnis triangulaires observés durant la vague belge qui avait commencé le 26 novembre 1989 à Halen. Elle fait référence à ces objets triangulaires aperçus dès cette date et jusqu’en 1991. Les autorités belges ont expliqué ces très nombreuses observations par des méprises, particulièrement avec des hélicoptères, dans le cadre d'un phénomène d'illusion de masse,. 
La photographie de Petit-Rechain avait soi-disant été prise le 4 avril 1990 vers 22 heures. Son auteur, dont l'anonymat fut préservé à l'époque de la diffusion de l'image, affirmait avoir appuyé l'appareil photographique sur l'arête d'un mur et reconnaissait avoir quelque peu bougé. Toutefois, la photographie n’a été publiée qu'à la fin de 1990 dans le numéro 6 de la revue Sciences et Nature, soit un an après les premières observations, sept mois après avoir été prétendument prise, deux mois après avoir été « révélée » aux enquêteurs, et quelques semaines seulement avant la fin des observations en mars 1991.

### Thèse d'une arme volante américaine non identifiée
Certains auteurs évoquent également l'hypothèse d'armes volantes non identifiées américaines,.

### Thèse d'un guidage exploitant la magnétohydrodynamique
L'auteur de la photographie, à l'époque tourneur-ajusteur à Verviers, province de Liège, a utilisé une pellicule Kodak Ektrachrome 200 ASA, un téléobjectif d'une focale de 100 mm et une pose B (une à deux secondes). En analysant cette photographie, Auguste Meessen, professeur de physique à l'université catholique de Louvain, avait émis l’hypothèse de la présence d’un système de guidage auxiliaire fonctionnant grâce à la magnétohydrodynamique (MHD).

### Aveu d'un canular à base de frigolite et de projecteurs
Le 26 juillet 2011, l'auteur du cliché affirme qu'il s'agissait d'un canular et soutient avoir réalisé lui-même un montage photographique à l'aide de frigolite d'emballage et de projecteurs suspendus,. Dès 1990, deux chercheurs, Pierre Magain et Marc Rémy, de l'institut d'astrophysique de l'université de Liège, avaient montré à la presse qu'il était très aisé de réaliser une photographie truquée ressemblant à celle de Petit-Rechain.